# Contea di Eagle
La contea di Eagle (in inglese Eagle County) è una contea dello Stato del Colorado, negli Stati Uniti. La popolazione al censimento del 2000 era di 41 659 abitanti. Il capoluogo di contea è Eagle.

## Geografia
La contea si trova nel centro-ovest dello Stato. Gran parte del territorio è gestita dall'Ufficio per la gestione del territorio. Il fiume Eagle scorre nel sud-est dello Stato e si immette nel Colorado a ovest.

### Contee confinanti
- Contea di Routt - nord
- Contea di Grand - nord-est
- Contea di Summit - est
- Contea di Lake - sud-est
- Contea di Pitkin - sud
- Contea di Garfield - ovest

## Storia
L'area era zona di caccia per il popolo Ute. Fu istituita nel 1883 ricavandola dalla contea di Summit. Prende il nome dal fiume Eagle che scorre all'interno della contea.

## Towns
Di seguito un elenco delle towns:
- Avon
- Basalt
- Eagle (capoluogo)
- Gypsum
- Mintum
- Red Cliff
- Vail